# Нижние Плостки
Нижние Плостки — деревня Охотинского сельского поселения Мышкинского района Ярославской области.
Деревня расположена на удалении около 1 км от правого, низкого и равнинного берега Волги. Выше по течению стоят деревни Ивцино и Верхние Плостки, самая южная и самая верхняя по  деревня Охотинского сельского поселения. Ниже Нижних Плостков по течению стоит село Учма. Вокруг этих четырёх компактно расположенных вдоль берега Волги населённых пунктов  — низкое, местами заболоченное поле, окружённое заболоченными лесами, пересекаемыми мелиоративными канавами и ручьями, спрямлёнными мелиоративными работами. На расстоянии около 2 км к востоку, по лесу, проходит федеральная автомобильная трасса Р104 .
На 1 января 2007 года в деревне Нижние Плостки числилось 3 постоянных жителя . Деревню обслуживает почтовое отделение, находящееся в селе Охотино .